# 空港施設 (企業)
空港施設株式会社（くうこうしせつ）は、国内主要空港において、空港に必要な施設と機能を建設、運営管理することを主業とする東証プライム上場企業である。

## おもな事業内容
- 事務所、乗員訓練施設など多目的なスペースに利用されるビルの提供
- 格納庫、航空貨物上屋、航空機洗機施設、航空機汚水処理施設の提供
- 空港内の冷房・暖房・蒸気・給湯の提供
- 上下水道の運営管理や共用通信（空港内の電話網）などの提供

## 沿革
- 1970年 - 国際航業の空港施設部門が分離独立する形で設立[2]。
- 1971年 - 東京国際空港にてビル賃貸、地域冷暖房、給排水事業、大阪国際空港にてビル賃貸を開始
- 1978年 - 成田事業本部を分離し、成田空港施設株式会社を設立。千歳空港内に千歳事務所（現・千歳事業所）新設。
- 1980年 - アクアサービス株式会社（現・アクアテクノサービス）を設立し、東京国際空港にて下水道ポンプ場運営管理を運輸省より受託。
- 1989年 - 東京空港冷暖房株式会社を設立。
- 1993年 - 日本証券業協会に株式を店頭登録。
- 1995年 - 東京証券取引所市場第二部に株式を上場。
- 1997年 - 東京証券取引所市場第一部に株式を上場。
- 2004年 - 成田空港施設株式会社（現・AFC商事）を会社分割し、株式会社NAAファシリティーズを設立。その後、同社株式を成田国際空港株式会社に譲渡。
- 2010年 - 東京国際空港国際線エリアで共用通信サービス開始、給排水サービスを拡張。
- 2013年
  - 10月 - 千葉県成田市本三里塚の遊休地に本三里塚ソーラー発電所（発電出力約700kw）を建設し、売電を開始[3][4]。
  - 11月 - シンガポールにて現地法人 AIRPORT FACILITIES ASIA PTE.LTD.を設立[5]。
- 2014年 - カナダにてAFN PROPERTIES LTD.を設立
- 2018年 - シンガポールにてAFS PROPERTIES PTE.LTD.を設立
- 2019年 - 航空大学校への航空機リース開始（ビーチクラフト G58型）。
- 2020年 - シンガポールに事務所を開設
- 2022年 - AFCアセットマネジメント株式会社を設立
- 2023年6月29日 - 同日開催の株主総会で会社側が提案した取締役候補9人のうち、社長である乗田俊明の取締役再任案が、株主の反対により否決された。それに伴い、乗田は退任となり、後任として、初の生え抜きとなる田村滋朗が同日付で社長職に就任した[6][7][8]。

## 事業所
- 本社：東京都大田区羽田空港1丁目6-5　第五綜合ビル
  - アークビル（貨物ターミナル事業部）：東京都大田区羽田空港3-2-6　アークビル 7階
- 大阪事業所：大阪府池田市空港2丁目-2-5　大阪綜合ビル
  - りんくう国際物流センター：大阪府泉佐野市りんくう往来北2-21　5階
- 千歳事業所：北海道千歳市平和新千歳空港

## 施設
| 名称                                               | 用途                                 | 所在地                                           | 備考                                              |
| -------------------------------------------------- | ------------------------------------ | ------------------------------------------------ | ------------------------------------------------- |
| 第一綜合ビル                                       | 事務所                               | 東京都大田区羽田空港1丁目6-6                     |                                                   |
| 第二綜合ビル                                       | 事務所                               | 東京都大田区羽田空港1丁目7-1                     |                                                   |
| 第三綜合ビル                                       | 事務所 工場                          | 東京都大田区羽田空港1丁目8-8                     |                                                   |
| 第四綜合ビル                                       | 事務所                               | 東京都大田区羽田空港1丁目6-2                     |                                                   |
| 第五綜合ビル                                       | 事務所 工場                          | 東京都大田区羽田空港1丁目6-5                     |                                                   |
| 第七綜合ビル                                       | シミュレーター室 教室                | 東京都大田区羽田空港1丁目5-4                     | Panda Flight Academy                              |
| 大型格納庫                                         | 格納庫他                             | 東京都大田区羽田空港1丁目5-5                     |                                                   |
| 第四原動機工場                                     | メッキ工場                           | 東京都大田区羽田空港1丁目9-2                     |                                                   |
| ユーティリティセンタービル                         | 事務所 変電所                        | 東京都大田区羽田空港3丁目5-10                    |                                                   |
| 西側格納庫                                         | 格納庫                               | 東京都大田区羽田空港3丁目5-3                     |                                                   |
| メンテナンスセンターアネックス                     | 事務所 電算室 運航乗務員訓練施設     | 東京都大田区羽田空港3丁目5-7                     | スカイマーク                                      |
| 車両整備工場                                       | 車両整備工場他                       | 東京都大田区羽田空港3丁目5-6                     |                                                   |
| 第1テクニカルセンター                              | 航空機部品整備工場他                 | 東京都大田区羽田空港3丁目6-8                     | 日本航空                                          |
| テクニカルセンター倉庫棟                           | 倉庫 事務所                          | 東京都大田区羽田空港3丁目6-9                     |                                                   |
| 第2テクニカルセンター                              | 倉庫 事務所                          | 東京都大田区羽田空港3丁目6-8                     | 日本航空                                          |
| エンジンメンテナンスビル南棟                       | 航空機エンジン整備施設               | 東京都大田区羽田空港3丁目6-7                     | 全日本空輸                                        |
| コンポーネントメンテナンスビル                     | 航空機装備品整備施設                 | 東京都大田区羽田空港3丁目5-5                     |                                                   |
| 機内食工場                                         | 機内食工場                           | 東京都大田区羽田空港3丁目5-7                     |                                                   |
| 大型航空機洗機施設                                 | 航空機洗機施設                       | 東京都大田区羽田空港3丁目                        |                                                   |
| 東側国内航空貨物ターミナル地区                     | 荷捌所                               | 東京都大田区羽田空港3丁目2                       |                                                   |
| 西側国内航空貨物ターミナル地区                     | 荷捌所 事務所                        | 東京都大田区羽田空港3丁目1                       |                                                   |
| アークビル                                         | 事務所 機内食工場                    | 東京都大田区羽田空港3丁目2-6                     |                                                   |
| カーゴセンタービル別館                             | 事務所 変電所                        | 東京都大田区羽田空港3丁目1-4                     |                                                   |
| 千歳第一格納庫                                     | 格納庫                               | 北海道千歳市平和1388-6                           |                                                   |
| 機材庫                                             | 機材庫 事務所                        | 北海道千歳市平和1388-6                           |                                                   |
| 新千歳空港GSE車両用格納庫                          | GSE車両用格納庫                      | 北海道千歳市平和1387-1                           | フジドリームエアラインズ エスエーエス             |
| 第一小型機用格納庫                                 | 格納庫                               | 宮城県岩沼市下野郷新拓97番地                     |                                                   |
| 第二小型機用格納庫                                 | 格納庫                               | 宮城県岩沼市下野郷北長沼4                        |                                                   |
| 第二小型機用格納庫 附属棟                          | 事務所                               | 宮城県岩沼市下野郷北長沼4                        |                                                   |
| 第三小型機用格納庫                                 | 格納庫                               | 宮城県岩沼市空港西1丁目6                         | オールニッポンヘリコプター                        |
| 大阪綜合ビル                                       | 事務所                               | 大阪府池田市空港2丁目2-5                         |                                                   |
| 関西国際空港格納庫                                 | 格納庫                               | 大阪府泉南市泉州空港南1                          |                                                   |
| 神戸空港格納庫                                     | 格納庫 事務所                        | 兵庫県神戸市中央区神戸空港8-13・8-14             | エアバス・ヘリコプターズ・ジャパン 神戸空港事業所 |
| 広島ヘリポート格納庫                               | 格納庫                               | 広島県広島市西区観音新町4丁目10-2                | 朝日航洋                                          |
| 北九州空港トレーニングセンター                     | 乗員・客室訓練施設                   | 福岡県北九州市小倉南区空港北町2丁目5             | スターフライヤーSFJトレーニングセンター           |
| 北九州空港格納庫                                   | 格納庫                               | 福岡県北九州市小倉南区空港北町2丁目6             | 三菱重工業Mitsubishi SpaceJet格納庫               |
| 奈多ヘリポート格納庫                               | 格納庫 事務所                        | 福岡県福岡市東区大字奈多字小瀬抜1302-47          | 西日本空輸 オールニッポンヘリコプター             |
| 鹿児島センター                                     | 事務所                               | 鹿児島県霧島市溝辺町麓257-1                      |                                                   |
| 鹿児島空港第一格納庫                               | 格納庫                               | 鹿児島県霧島市溝辺町麓257-1                      | いわさきグループ                                  |
| 鹿児島空港第二格納庫                               | 格納庫                               | 鹿児島県霧島市溝辺町麓257-1                      | オールニッポンヘリコプター                        |
| 鹿児島空港物流施設                                 | 物流施設                             | 鹿児島県霧島市溝辺町麓257-1                      | 国際空輸                                          |
| 鹿児島空港シミュレーター棟                         | 運航訓練施設                         | 鹿児島県霧島市溝辺町麓280-1                      | 日本エアコミューター                              |
| 小型機用格納庫                                     | 格納庫                               | 沖縄県那覇市大嶺387                              | オールニッポンヘリコプター エクセル航空           |
| SDプラント（羽田空港）                             | 航空機汚水処理施設                   | 東京都大田区羽田空港3丁目                        |                                                   |
| SDプラント（千歳空港）                             | 航空機汚水処理施設                   |                                                  |                                                   |
| SDプラント（仙台空港）                             | 航空機汚水処理施設                   |                                                  |                                                   |
| SDプラント（中部国際空港）                         | 航空機汚水処理施設                   |                                                  |                                                   |
| SDプラント（大阪国際空港）                         | 航空機汚水処理施設                   |                                                  |                                                   |
| SDプラント（関西国際空港）                         | 航空機汚水処理施設                   |                                                  |                                                   |
| SDプラント（福岡空港）                             | 航空機汚水処理施設                   |                                                  |                                                   |
| SDプラント（那覇空港）                             | 航空機汚水処理施設                   |                                                  |                                                   |
| 本三里塚ソーラー発電所                             | 発電所                               | 千葉県成田市本三里塚字宮下東41番地1              |                                                   |
| 岐阜瑞浪ソーラー発電所                             | 発電所                               | 岐阜県瑞浪市釜戸町字裏山1069番地161              |                                                   |
| TRCソーラー発電所                                  | 発電所                               | 東京都大田区平和島6丁目1-1 （TRC物流ビルB棟）    |                                                   |
| 航空会館                                           | 事務所                               | 東京都港区新橋1丁目18-1                          |                                                   |
| 共同ビル（室町1丁目）                              | 事務所                               | 東京都中央区日本橋室町1丁目9-15                  | 共同施設株式会社                                  |
| 共同ビル（室町4丁目）                              | 事務所                               | 東京都中央区日本橋室町4丁目1-5                   | 共同施設株式会社                                  |
| りんくう国際物流センター                           | 事務所 荷捌所                        | 大阪府泉佐野市りんくう往来北2-21                 |                                                   |
| 乗馬クラブ クレイン千葉 富里                       | 乗馬クラブ                           | 千葉県富里市七栄650-203                          |                                                   |
| 東急ステイ蒲田                                     | ホテル                               | 東京都大田区蒲田4丁目23-1                        |                                                   |
| ホテルJALシティ 羽田東京ウェストウィング           | ホテル                               | 東京都大田区羽田旭町4-16                         |                                                   |
| THE GENERAL KYOTO 仏光寺麩屋町                     | ホテル                               | 京都府京都市下京区麩屋町通綾小路下る俵屋町298    |                                                   |
| THE GENERAL KYOTO 高辻麩屋町                       | ホテル                               | 京都府京都市下京区麩屋町通高辻上る鍋屋町241-1    |                                                   |
| THE GENERAL KYOTO 高辻富小路                       | ホテル                               | 京都府京都市下京区富小路通高辻下る恵美須屋町187  |                                                   |
| THE GENERAL KYOTO 仏光寺富小路                     | ホテル                               | 京都府京都市下京区富小路通高辻上る筋屋町152      |                                                   |
| THE GENERAL KYOTO 大和大路                         | ホテル                               | 京都府京都市東山区大和大路通四条下る大和町18-2   |                                                   |
| 金沢八景国際コミュニティプラザ （国際学生寮）      | 学生寮・商業施設                     | 神奈川県横浜市金沢区六浦1-14-12                  | 関東学院大学インターナショナル・レジデンス        |
| メゾン羽田                                         | 寄宿舎                               | 東京都大田区羽田4丁目4-5                         |                                                   |
| メゾン大鳥居                                       | 共同住宅                             | 東京都大田区東糀谷4丁目9-6                       |                                                   |
| スカイレジデンス南蒲田                             | 共同住宅                             | 東京都大田区南蒲田3丁目2-2                       |                                                   |
| スカイレジデンス大森東                             | 共同住宅                             | 東京都大田区大森東2丁目9-12                      |                                                   |
| スカイレジデンス大鳥居                             | 共同住宅                             | 東京都大田区東糀谷3丁目7-8                       |                                                   |
| スカイレジデンス川崎大師                           | 共同住宅                             | 神奈川県川崎市川崎区中瀬2丁目15-2                |                                                   |
| The Blue 8                                         | 共同住宅                             | 東京都大田区南蒲田1丁目25-1                      |                                                   |
| セレター空港 エンジン整備工場 （シンガポール）     | 航空機用エンジン整備 修理（MRO）工場 | 100 Seletar Aerospace View Singapore 797507      |                                                   |
| エアバス アジアトレーニングセンター                | 飛行訓練施設                         | 12 Seletar Aerospace Crescent Singapore 797566   |                                                   |
| ラングレー空港 ヘリコプター整備用格納庫 （カナダ） | ヘリコプター整備 修理（MRO）格納庫   | Langley Regional Airport-Lot 48 Vancouver Canada |                                                   |

## 有資格者
2022年11月30日現在
- 宅地建物取引士：29名
- 社会保険労務士：4名
- 一級建築士：5名
- ビル経営管理士：4名
- 認定コンストラクション・マネジャー：3名
- 第二種・三種電気主任技術者：18名
- ボイラー技士(1級・2級)：27名
- 高圧ガス製造保安責任者(第1種～3種冷凍機械)：20名
- 1級管工事施工管理技士：2名
- 1級建築施工管理技士：2名
- エネルギー管理士：7名
- 環境計量士(濃度、騒音・振動)：1名
- 公害防止管理者：9名

## 関連会社
- 東京空港冷暖房株式会社 - 東京国際空港沖合展開地域の地域冷暖房の供給業務
- AFC商事株式会社
- アクアテクノサービス株式会社
- 株式会社ブルーコーナー
- 株式会社エスキューブ
- AIRPORT FACILITIES ASIA PTE. LTD.
- AFN PROPERTIES LTD.